# 陳嘉猷 (康熙進士)
陳嘉猷，字訒叔，江蘇省鎮江府溧陽縣（今江蘇省溧陽縣）人，清朝政治人物。進士出身。
康熙三十九年（1700年），登進士，后升任吏部員外郎、山西道監察御史。康熙五十六年，因與王掞同時奏請建儲，遂忤逆得罪，遣往軍前效力贖罪。后赦免。